# Aleksandra Kostenjoek

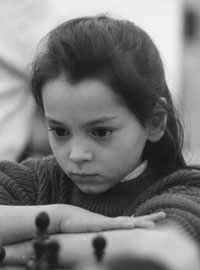
Kostenjoek op zevenjarige leeftijd

Aleksandra Konstantinova Kostenjoek (Russisch: Александра Константинова Костенюк) (Perm, 23 april 1984) is een Russisch schaakster. In 1998 werd haar door de FIDE de titel Grootmeester bij de vrouwen (WGM) toegekend, ze was de jongste ooit die een dergelijke titel behaalde, in 2004 werd ze algemeen grootmeester (GM), en in september 2008 werd ze wereldkampioen bij de vrouwen.
Ze schreef een boek over haar weg naar het grootmeesterschap, How I became a grandmaster at age 14. Toen ze 17 jaar was, bezette ze de tweede plaats in het wereldkampioenschap voor dames in 2001 waarmee ze vicekampioen werd. In 2004 werd Kostenjoek in Dresden kampioen van Europa bij de dames, voor Zhaoqin Peng. Van 2008 tot 2010 was zij wereldkampioen bij de vrouwen. Ze speelde acht keer met het Russische team in de Schaakolympiade voor dames. In 2010, 2012 en 2014 eindigde het team op de eerste plaats. 
- In 2002 speelde Kostenjoek simultaan bij het KOSK te Oostende, ze scoorde 31 punten uit 40 (77%).
- In 2003 was ze onderdeel van het Russische vrouwenteam bij het Europees schaakkampioenschap voor landenteams; het team eindigde als derde. Hetzelfde gebeurde in 2005.
- Op het 31e World Open dat van 28 juni t/m 6 juli 2003 in Philadelphia werd gespeeld, eindigde Kostenjoek op de 14e plaats met 6,5 punt.
- Op de 36e Schaakolympiade, in 2004 in Calvià, was ze lid van het Russische vrouwenteam, dat eindigde als derde.
- In oktober 2004 kreeg ze ook de algemene grootmeestertitel. Ze is een van de tien vrouwen ter wereld die deze titel mag voeren. Kostenjoek komt in de Nederlandse clubcompetitie uit voor Hotels.nl, het eerste team van Schaakclub Groningen.
- Op 7 november 2004 speelde ze in het Kasteel te Groningen een simultaanwedstrijd tegen 27 mannen: ze won 17 partijen, ze verloor er 3 en ze speelde 7 keer remise, een (winstpercentage van 75%).
- Op 28 februari 2005 werd in Amsterdam het eerste Schaak-Dart wereldkampioenschap gespeeld dat door de schaakster Kostenjoek en de darter Andy Fordham werd gewonnen.
- Van 15 t/m 26 mei 2005 werd in Samara het kampioenschap van Rusland bij de dames gespeeld: Kostenjoek eindigde met 9 uit 11 op de eerste plaats.
- Ook in 2007, 2009 en 2011 was ze opgenomen in het Russische vrouwenteam bij het Europees schaakkampioenschap voor landenteams; bij alle drie de gelegenheden eindigde het team als eerste.
- In 2016 werd ze met het Russische vrouwenteam vierde op de in Bakoe gehouden 42e Schaakolympiade; ze speelde aan het eerste bord.

## Voorbeeldpartij
Hier volgt een partij uit het Wereldkampioenschap junioren onder de 12, 1996, tussen Kostenjoek en Elena Levoesjkina:

1.e4 c5 2.Pf3 g6 3.c3 d5 4.Lb5+ Ld7 5.Lxd7+ Dxd7 6.ed Dxd5 7.0-0 Lg7 8.d4 cd 9.cd Pf6 10.Te1 Pc6 11.Pc3 Dd8 12.d5 Pb4 (zie diagram) 13.Da4+ Dd7 (1-0). Zwart geeft hier op omdat het paard verloren gaat.
|   | Kostenjoek - Levoesjkina (1-0) Wereldkampioenschap junioren onder de 12, Cala Galdana (Spanje), 1996 |    |    |    |    |    |    |    |
| 8 | rd                                                                                                   |    |    | qd | kd |    |    | rd |
| 7 | pd                                                                                                   | pd |    |    | pd | pd | bd | pd |
| 6 | |    |    |    |    | nd | pd |    |
| 5 | |    |    | pl |    |    |    |    |
| 4 | | nd |    |    |    |    |    |    |
| 3 | |    | nl |    |    | nl |    |    |
| 2 | pl                                                                                                   | pl |    |    |    | pl | pl | pl |
| 1 | rl                                                                                                   |    | bl | ql | rl |    | kl |    |
|   | a | b  | c  | d  | e  | f  | g  | h  |
|   | De stelling na 12. ...Pb4                                                                            |    |    |    |    |    |    |    |

## Open brief
Samen met 43 andere Russische topschakers, tekende Aleksandra Kostenjoek een open brief aan de Russische president Vladimir Poetin, waarin werd geprotesteerd tegen de Russische invasie van Oekraïne in 2022 en waarin solidariteit met de Oekraïense bevolking werd geuit.

## Externe koppelingen
- (en)   Informatie over schaakpartijen van Aleksandra Kostenjoek op ChessGames.com
- (en)   Informatie over schaakpartijen van Aleksandra Kostenjoek op 365chess.com
- (en)  FIDE-ratinggegevens voor Aleksandra Kostenjoek
- (en)  Website Aleksandra Kostenjoek
- (en)  Kostenjoeks ChessQueen website
- (en)  Kostenjoek wordt wereldkampioene